# Polgár Csaba (textilművész)
Polgár Csaba (Budapest, 1942 – 2016. február 11.) Ferenczy Noémi-díjas textilművész, ipar- és képzőművész, egyetemi tanár, professor emeritus.

## Életpályája
1967-ben végezte el a Magyar Iparművészeti Főiskolát, ahol mesterei Kürthyné Hauer Irén, Rákossy Zoltán, Gerzson Pál, Eigel István voltak. 1968-tól tevékenyen részt vett a magyar textilmozgalomban, a kísérleti textilművészet fontos képzőművészeti megnyilvánulásaiban, bel- és külföldön. A Nemzetközi Mintatriennálék egyik ötletadója és animátora. 1990-től Mintaszínház címmel performanszokat készít. 1970-től tanított a Magyar Iparművészeti Főiskolán, 1987-től egyetemi docens, a Tervezőképző Intézet Textilstúdiójának vezetője. 1993-tól egyetemi tanár, 1993-2003-ig a Textil Tanszék vezetője és szakirányvezető volt. 2004-től a Moholy Nagy Művészeti Egyetemnek és a Szombathelyi Berzsenyi Dániel Főiskola egyetemi tanára. 2008- tól a Nyugat-Magyarországi Egyetem tanára volt.

## Emlékezete
Búcsúztatása a Farkasréti temetőben volt.Zsennyén a Cicellei temetőben nyugszik.

## Társadalmi szerepvállalása
1967-től tagja a MAOE-nak. 1974-től tagja a Magyar Képzőművészek és Iparművészek Szövetségének. 1995-től tagja volt a Magyar Vízfestők Társaságának és 1996-tól a KIPE 13 Művészeti Társaságnak. 1999 – alapítója a MINTA Alapítványnak. 2004 – Alapító tagja a Cicelle Művészeti Társaságnak. 2009-től tagja a Magyar Festők Társaságának.

## Művészete
„ Különböző művészeti médiumokban dolgozik (festészet, grafika, design, fotó, papír, installáció). Művészeti tevékenységének sarkalatos kérdése a "minta", mely jelen van különböző irányú design-törekvéseiben, így a három festészeti problématerületen is. "Laufer" festészete ornamentális motívumokkal a festőiség képformáló szemlélete felé mutat. A maga által kitalált technikával Fénynyomatoknak nevezett munkáin - ún. szabadvásznas és épített, formázott akril táblaképein a fotogramhoz hasonló eljárással - a jel és a minta kérdését érintve jut el a monokróm képiségig. Vízfestészeti alkotásaira - az absztrakció keretei között - a karakteres színgazdagság, a gesztusok határozottsága, a felületek érzékenysége jellemző.”

## Egyéni kiállításai
1975 • Ady Endre Művelődési Ház, Rákoskeresztúr
1977 • Textil Intézet, Moszkva
1981 • Budavári Galéria, Budapest
1982 • Gulácsy Terem, Szeged [Szemereki Terézzel]
1983 • Budavári Galéria, Budapest
1984 • Szőnyi István Terem, Miskolc [Szemereki Terézzel]
1986 • Kulturzentrum, Oelde (Német Szövetségi Köztársaság)
1987 • Kulturzentrum, Bonn • Budavári Galéria, Budapest
1988 • Jurisics Vár, Kőszeg [Polgár Rózsával]
1992 • Small Galéria, Budapest
1993 • Ernst Múzeum, Budapest (kat.) • G. Arcis, Sárvár
1994 • Centralne M. Włókiennictwa, Łódż
1995 • Bohus Ankare G. (SVE)
1997 • Fénynyomatok, Pécsi Galéria, Pécs
2000 • Szabadfestés, Szombathelyi Képtár, Szombathely (kat.)
2001 • Formázott fénynyomatok, MD Stúdió Galéria, Budapest
2002 • Virtuart Budapest
2003 • Körmendi Galéria, Sopron • Tei-Library Gallery, Athén
2005 • Boras Gallery, Stockholm
2007 • A fa halála – elmúlás …”Kórházat az ezeréves fáknak….”, Szombathelyi Képtár, Szombathely
2010 • Japán fotók, Kulturális Központ, Rábatöttös
2011 • Képzőművészet Neumarkt an der Raab, Ausztria
2012 • Határesetek, Szombathelyi Képtár, Szombathely Fénynyomatok – leplek – képek , BTM – Budapest Galéria
2013 • Tér-változásai/tér síkábrázolás, Fuga GALÉRIA, Budapest • Répce Galéria
2014 • Calun Katyn Lepel , Forrás Galéria, Budapest • Katyń- i lepel Galéria Arcis, Sárvár
• 2016 Textil Emlékkiállítás, Rum (Zsennye) 2018 • Budapest, Vigadó, Emlékkiállítás "Jelhelyzetek", 2019 Fotó kiállítás,--a zsennyei tölgy—Vasvár. 2020.Vasvár Castrum Galéria

## Csoportos kiállításai
- 1968 • Textil Falikép 68, Ernst Múzeum, Budapest
- 1969 • Textil Falikép 69, Savaria Múzeum, Szombathely • Textil Falikép 69, Festőterem, Sopron • Fiatal Iparművészek Kiállítása, IPARTERV, Budapest
- 1970 • Fiatal Iparművészek Országos Kiállítása, IPARTERV, Ernst Múzeum, Budapest
- 1972 • Öltözködéskultúra '72, Ernst Múzeum, Budapest • Falikép kiállítás, Csontváry Terem, Budapest • Iparművészeti kiállítás (sorozat), Pécs, Zalaegerszeg, Győr
- 1973 • Fiatal Iparművészek, Savoy Klub, Budapest • Milánói Triennálé, Milánó • VIT-kiállítás, Magyar Nemzeti Galéria, Budapest • Textil Falikép, Manchester
- 1974, 1976, 1978, 1980 • III-VI. Fal- és Tértextil Biennálé, Savaria Múzeum, Szombathely
- 1974 • Tárgy és alkotója, Csontváry Terem, Budapest • Mai Magyar Iparművészet II., Iparművészeti Múzeum, Budapest • Őszi Művészeti Fesztivál, Bomsgrow
- 1975 • Jubileumi Iparművészeti Kiállítás, Műcsarnok, Budapest • Magyar Miniatűr Textilek, Savaria Múzeum, Szombathely
- 1976 • Textilgrafika, Magyar Nemzeti Galéria, Budapest
- 1978, 1980, 1982, 1984, 1986 • II-VI. Nemzetközi Miniatűrtextil Biennálé, Savaria Múzeum, Szombathely
- 1978 • Modern Magyar Textilek, Koppenhága
- 1981 • Objektek, szituációk és ellenpontok lágy anyagokkal, Műcsarnok, Budapest • Függöny-kiállítás, Fényes Adolf Terem, Budapest • Teríték-kiállítás, Fényes Adolf Terem, Budapest • Művészet és társadalom, Műcsarnok, Budapest
- 1983 • Országos Iparművészeti kiállítás, Műcsarnok, Budapest • Magyar Napok, Erlangen • Modern Magyar Textilművészeti Vándorkiállítás, Musée des Beaux Arts André Malraux, Le Havre, Espace Pierre Cardin, Párizs, École Nationale d'Art Décoratif d'Aubusson, Centre Culturel des Visitandines Amiend, Hotel de Ville Albert, Galerie de la Tapisserie Beauvais, Maisons des Arts et Loisirs Laon, Franciaország
- 1984 • VIII. Fal- és Tértextil Biennálé, Szombathelyi Képtár, Szombathely
- 1985 • IDEA Kiállítás, Vigadó Galéria, Budapest • Miniatűrtextilek, Centralne Múzeum, Łódź • 37. Internationale Kunstmesse, München
- 1986 • Laufer-festészet, Műcsarnok, Budapest • IX. Fal- és Tértextil Biennálé, Savaria Múzeum, Szombathely • Erfurti Quadriennálé, Erfurt • Kunst mit Seide I. Selyembiennálé, Airport Galerie, Frankfurt • Miniatűrtextilek, Luxemburg
- 1987 • Nemzetközi Minitextil Triennálé, Strasbourg • Contemporary Hungarian Textiles 1933-1986, Castel Museum, Nottingham • Wapping Arts Centre, London • Casper Arts Gallery, Barnsley • City Arts Gallery, Leicester (GB) • Gift Fair, London
- 1988 • Laufer II., Pécsi Galéria, Pécs • III. Nemzetközi Miniatúra Művészeti kiállítás, Dell Bello Gallery, Toronto • I. Nemzetközi Mintatriennálé, Műcsarnok, Budapest • Eleven Textil, Műcsarnok, Budapest
- 1989 • Kulturális Központ, Muraszombat • TRAUMA-ART, Barcelona • Minta Színház, performance, Műcsarnok, Budapest
- 1990 • XXI. Fal- és Tértextil Biennálé, Szombathelyi Képtár, Szombathely • Hungarian Art Today, Cultura and Civic Center of Southhampton, New York • Minta Színház, performance, Fészek Klub, Budapest • Von Mini zu Maxi, Museum Österreicher Kultur, Eisenstadt
- 1991 • Minta Színház, performance, Fészek Klub, Budapest • Studio Aparto, performance, San Giovanni d'Asso Castello • Miniatúrák I., Small Gallery, Budapest • II. Nemzetközi Minta Triennálé, Ernst Múzeum, Budapest
- 1992 • Objektek, mobilok, Közlekedési Múzeum • Vizuális Turmix, Small Galéria, Budapest
- 1993 • Római Magyar Akadémia • Maison de la Culture, Tournai (B)
- 1994 • 13. Magyar Textilbiennálé (Fal- és Tértextil Biennálé), Szombathelyi Képtár, Szombathely • IX. Esztergomi Fotóbiennálé, Esztergom, Vármúzeum • Vízfestők kiállítása, Galéria Arcis, Sárvár
- 1995 • A. J. Sollar-J. A. Pecsenke-J. Polgar-1942, Udevalla (Svédo.) • Fotogram, Magyar Fotóművészek Szövetsége kiállítása, Vigadó Galéria, Budapest
- 1996 • Moholy Nagy – művészkönyv kiállítás, Vigadó Galéria, Budapest • XV. Országos Akvarell Biennálé, Tábornokház, Eger • Zsennyei Műhely kiállítás, Zsennye
- 1997 • Magyar Vízfestők Társasága – Médium Galéria, Szombathely • Művészetek Háza, Szekszárd • Újpest Galéria, Budapest • Vaszary Képtár, Kaposvár
- 1998 • Oszlopok, Tölgyfa Galéria, Budapest • Rajz, Nádor Geléria, Budapest • Festival International de la Cultur en Boyacca Palacco Gubernamental Tacha EAN Universidad Manager Conference and Exhibition, Bogotá • XVI. Egri Akvarell Biennálé, Eger • I. Nemzetközi Tisza Akvarell Szimpózium, Csongrád • Akvarellek az ezredvégről, Soproni Festőterem, Sopron • Vízfestők Társasága, Ferihegy Airport Galéria, Budapest • Esztergomi Nemzetközi Akvarell Művésztelep, Esztergom
- 1999 • Minta, Műcsarnok, Budapest • Oszlopok II., Tölgyfa Galéria, Budapest • Színes rajz, Nádor Galéria, Budapest • I. Nemzetközi "Tisza" Akvarell Szimpózium, Csongrád • I. Országos Papírművészeti kiállítás, Vaszary Képtár, Kaposvár
- 2000 • Nemzetközi Akvarell kiállítás, Keresztény Múzeum, Esztergom • Magyar Vízfestők Társasága, Pelikán Galéria, Székesfehérvár • Tér-rajzok / Hal-Víz, Nádor Galéria, Budapest • Landes Galeria, München • Magyar Képzőművészek, Airport Galeria, Stuttgart • Nemzetközi Képzőművészeti Kiállítás, Grafikai Galéria, Rogarskaslatina
- 2001 • Méretes Képek, Szabadfestészet I., Palme Ház, Budapest • Szabadvásznas festészet, MűvészetMalom, Szentendre • Angol akvarell – Magyar ecsettel III., Újpest Galéria, Budapest, Kecskeméti Képtár, Tornyai János Múzeum, Hódmezővásárhely • Galéria Arcis, Sárvár • Vizuális Turmix, Tetőtér Galéria, Rum • Vasi Szalon, Szombathelyi Képtár, Szombathely • Mintakiállítás, Tölgyfa Galéria, Budapest • Millenniumi Iparművészeti kiállítás, Műcsarnok, Budapest
- 2002 • Méretes Képek Szabadfestészet II. Millenneumi Szalon, Budapest • Kastély Park, Zsennye • XVIII. Országos Akvarell Biennálé, Eger • Oszlopok III. Szombathelyi Képtár • Oszlopok III. Újpesti Galéria, Budapest • Synergon Gyűjtemény, Millenneumi Szalon, Budapest • Modul-Mintaalapítvány kiállítása MKISZ Galéria, Budapest • Ideák, Tetőtér Galéria, Rum • Igen-Nem, Textilmúzeum, Budapest
- 2003 • Méretes képek – Szabadfestészet III., Millenniumi Szalon, Budapest • Minta-rétegek, Textilmúzeum, Budapest • III. Angol Akvarell – Magyar ecsettel, Újpest Galéria, Budapest • Minta diskurzus, Galéria Arcis, Sárvár • KIPE 13., Csongrádi Galéria, Csongrád • KIPE 13., Galéria Arcis, Sárvár
- 2004 • Magyar Akvarellek, Magyar Intézet, Helsinki • WASA + Magyar Vízfestők Társasága, Riga, Tallinn • Híd – osztrák-magyar képzőművészek kiállítása, MMIK Médium Galéria, Szombathely • MNA barátai (Méretes nagy alkotások) – Magyar Festészet Napja, Millenáris Park, Budapest • Új művek, Szombathelyi Képtár, Szombathely • Méretkülönbségek, Palme Ház, Budapest • Oszlopok IV., Gigant Galerié Kunst im Palais, Bécs • Síkplasztikák, Magyar Festészet Napja, Vigadó Galéria, Budapest • Illúzió, Szombathelyi Képtár, Szombathely • Illúzió, Magyar Intézet, Stuttgart
- 2005 • Folyam Víz, Miskolci Galéria, Miskolc • A jelen szigete (Képzőművészeti inspirációk Békássí Ferenc verseire), Gigant Galerié Kunst im Palais, Bécs • Művész – Áfész, Cicelle Művészeti Társaság, Rum • Szárazon és vízen Európában, Magyar Vízfestők Társasága kiállítás, Művészetek Háza, Szekszárd • "1 hetes" – képzőművészeti kiállítás, Műcsarnok, Budapest • Jó napot Gerzson Úr című kiállítás, Gerbaud-Harmincad Galéria, Budapest • KIPE kiállítás, MMIK Galéria, Szombathely • Quasi-Kékfestő, Péter Pál Galéria, Szentendre • "Illúziók", Művészetek Palotája, Varsó
- 2006 • Színes víz, Magyar Kulturális Központ, Prága • Festészet textilen, Nemzeti Táncszínház, Budapest • Szabadvásznas festészet – Méretes képek, MűvészetMalom, Szentendre • Angol akvarell Magyar Ecsettel, Művészetek Háza, Szekszárd • XX. Országos Akvarell Biennálé, Eger • Dalogue 2006 – Exhibition, Athenes Cultural Center, Athén • "Schachmatt", Gigant Galerié Kunst im Palais, Bécs • II. Fal- és Tértextil Triennálé, Szombathelyi Képtár, Szombathely • Quasi- Kékfestő, Magyar Intézet, Szófia • Vizuális dialógusok, Cicelle Művészeti Társaság Kiállítása, Újlipótváros Galéria, Budapest • Vörös és fekete- kiállítás, MMIK Galéria, Szombathely • Festészet Napja, MEO, Budapest • Ötven év- 1956, KIPE 13 kiállítás, Újlipótvárosi Galéria, Budapest • Bloom-day, Újlipótvárosi Galéria, Budapest • "Illúziók" – vándorkiállítás, MKISZ Galéria, Budapest
- 2007 • "Stressz", Nádor Galéria, Budapest • Távoli fények – közelítő fények – japán hatások, képzőművészeti kiállítás, Szegedi Képtár, Szeged • "Illúzió", Vilniusi Képtár, Vilnius • Festészet Napja, Lebegtetett vásznak, Ibl Palota, Budapest • Alpok, Adria, Pannónia képzőművészeinek kiállítása, Körmendi Galéria, Körmend • Alpok, Adria, Pannónia képzőművészeinek kiállítása, Stadtgaleria, Eisenstadt
- 2008 • PONYVA – Szentendre, Malom • Olof Palme Ház, Budapest • Craft and Design, Iparművészeti Múzeum, Budapest • Cicelle Napok, Rum, Zsennye, Rábatöttös • Vízfestők Társasága, Mai Akvarellek, Budapest
- 2009 • Szombathelyi Textiltriennálé, Szombathelyi Képtár • Quasi Kékfestő, Minta Alapítvány, MoMe, Tokyo, Ogava, Takusima, Kijusu
- 2010 • Quasi Kékfestő, Minta Alapítvány, MoMe, Sikoku Egyetem, Mosushino Egyetem • Kecskeméti Textil Alkotótelep, Kecskeméti Múzeum • Szombathelyi Textil Triennálé, Iparművészeti Múzeum, Budapest • Síkplasztikák, Festészet Napja, Ferencvárosi Galéria, Budapest • Épített Művek, Nemzetközi Képzőművészeti Kiállítás, Fűtőház Galéria, Rum • Jelenidő – Békássy Ferenc Képzőművészeti Inspirációk, Olof Palme Ház, Budapest • Hommage á Hantai Simon, Olof Pelme Ház, Budapest • Minta, Táncszínház, Budapest • Minta – Design, Design Hét, Budapest
- 2011 • Mesterek és Tanítványok "Kisképző", Budapest Galéria, Lajos utca, Budapest • Minta-Csíkok, AranyTíz Galéria, Budapest • Síkplasztika, Tetőtér Galéria, Balatonalmádi • Feketeképek, Festők Társasága, Dunaszerdahely • Rejtőzködő-Minta, Minta Alapítvány, Vár Galéria, Budapest • Festészet Napja, Ferencvárosi Galéria, Budapest • Quasi-Kékfestő, Szombathelyi Képtár
- 2014 • A Nagy Háború 1914-2014 emlékező kiállítás, MMA Vigadó • Minta-paradigma, Csepel Galéria, Budapest • Vízfestők Társasága, Forrás Galéria, Budapest • Modern magyar képzőművészet, Stift Rein, Ausztria
- 2015 Vízfestők Társasága, Fuga Galéria, Budapest • Vízfestők Társasága, Forrás Galéria, Budapest • Képzőművészeti kiállítás, Cambridge • Minta-paradigma, "Aranytiz" Átrium Galéria, Budapest
- 2015-2016 • A Nagy Háború, 1914-2014 emlékező kiállítás, MMA Vigadó
- 2016 • Textilművészeti Biennálé, Vigadó, Budapest
- 2016 • Kortársunk Szent Márton, Szombathelyi Képtár

## Művei közgyűjteményekben
- Bohus Ankare Gyűjtemény (Uddevalla)
- Del Bello Gyűjtemény, Toronto
- Iparművészeti Múzeum, Budapest
- Pinxit Art Collection (Sorangen)
- Szombathelyi Képtár, Szombathely
- Savaria Múzeum, Szombathely
- Művelődési és Közoktatási Minisztérium, Budapest
- Művészeti Alap, Budapest
- Stift Rein, Cisztercita Apátság, Ausztria
- Textilmúzeum, Budapest
- Iparművészeti Múzeum, Budapest
- Moholy.-Nagy Művészeti Egyetem

## Művei magángyűjteményekben
Budapest, Bécs, Stockholm, New York, Berlin, Bonn, Kolding, Helsinki, Róma, Philadelphia, Moszkva

## Köztéri művei
- 1968 Művelődési Ház, Orgovány, függönyök
- 1969 Hotel Intercontinental, Budapest, 3 falikép
- 1972 Bajkál, orosz teázó, Budapest, pamlagok
- 1974 Rendőrkapitányság, Békéscsaba, nagyméretű textil falikép
- 1975 Dorottya Szálloda, bálterem, Kaposvár, 3 nagyméretű falikép (vegyes technika)
- 1975 János-pince, Budapest, falburkolat (textil, fa)
- 1976 Honvéd Üdülő, Balatonkenese, plasztikus falburkolat (textil, fa)
- 1977 Házasságkötő terem, Pusztamérges, plasztikus térkompozíció
- 1979 Házasságkötő terem, Ruzsa, plasztikus térkompozíció
- 1978 Hotel Thermál, Margitszigeti Étterem, Budapest, nagyméretű falikép (vegyes technika)
- 1980 Ady Endre Művelődési Ház színházterem, Budapest, akusztikai falburkolat
- 1986 XVI. kerületi Házasságkötő Terem, Budapest, festett térkompozíció
- 1988 Házasságkötő Terem, Makó, nagyméretű festett kompozíciók, textil burkolatok
- 1990 Hotel Hélia, Budapest, 7 nagyméretű pannó (akril)
- 1992 McDonald's részére, Budapest, 17 nagyméretű egyedi grafika
- 1993 Fradi
- 1994 Tatabánya
- 1994 Lordok háza, McDonald's, Budapest, Karinthy-installáció
- 1995 McDonald's Drive, Pécs, Zsolnay-installáció

## Írásai
- Laufer (Textilfestészet) (kat. bev., Műcsarnok, 1986)
- Laufer II. (kat. bev., Pécsi Galéria, Pécs, 1988)
- XII. Fal- és Tértextil Biennálé szakmai szimpozion, Budapest, 1992.
- Művészeti Alap füzete. A Laufer festészet, 1992. május
- Mintarétegek magyar-svéd hallgatók kiállítás cseréje, Magyar Iparművészet
- Diplomakiállítás. Művészet. 1994
- Textilforum ETN, Magyar Iparművészeti Főiskola Textil Tanszék oktatása, 1994/4
- Laufer és Minta, Magyar Iparművészet 1994/2
- MIF Textiltanszék oktatás filozófiája INTERNI 1996
- Textil tanszék kiadvány szerkesztése 1997
- Textilintézmények Európában, Múlt és Jövő Textilforum-ETNmi
- Polgár Csaba- Scherer József, 1998
- Mintaalapítvány. A minta kalandjai katalógus. Minta /The/ Pattern, 2003
- Ornamentika és modernizmus, Ernst Múzeumi Füzetek II, Budapest 2006
- Egy kiállítás megnyitója- még -jelen időben. Életünk 2010
- A Kísérleti Textil. Mit jelentett és mit jelent Zsennye, 2015

## Díjai, elismerései
- 2013 Łódźi Textilművészeti Triennálé “Nemzetközi zsűri díja” – Katyni lepel c. munkájáért
- 2008 Ponyva kiállítás – Budapest, MAOE díja
- 2006 Ötven év – 1956 Pályázat, Budapest XIII. ker. “Önkormányzat díja”
- 1998 XVI. Egri Akvarell Biennálé – NKA díja
- 1997 Széchenyi Professzori Ösztöndíj
- 1995 Ferenczy Noémi-díj
- 1994 XIII. Fal és Tértextil Biennálé – Lektorátus díja
- 1991 Római Magyar Akadémia – ösztöndíj
- 1988 I. Nemzetközi Minta Triennálé, Budapest – III. díj
- 1988 III. Nemzetközi Miniatúra Biennálé, Toronto – Ezüstérem
- 1987 Művészeti Alap – Nívódíj
- 1986 IX. Fal -és Tértextil Biennálé, Szombathely – I. díj
- 1980 VI. Fal -és Tértextil Biennálé, Szombathely – Biennálé díj
- 1976 Ripszám Ösztöndíj, London
- 1973 VIT Kiállítás, Budapest – III. díj
- 1970 Fiatal Iparművészek I. Országos Kiállítása, Budapest – I. díj
- 1969 Fiatal Iparművészek Iparterv kiállítása – I. díj

## Kiállításmegnyitók
- 1994 Scholz Erik, Tető Galéria, Almádi
- 1995 Solti Gizi kiállítása, Galéria Arcis, Sárvár
- 1996 P. Szabó Éva, Iparművészeti Múzeum, Budapest
- 1997 Modern Etnika, Galéria Arcis, Sárvár
- 1998 A. J. Sollar, Vasarely Múzeum, Budapest
- 2004 Mikola Nándor, Vigadó Galéria, Budapest
- 2005 Mikola Nándor, Galéria Arcis, Sárvár
- 2005 Kelemen Katalin, Újpalota Közösségi Ház, Budapest
- 2006 Margaretta Perivoliotiszt, Péter Pál Galéria, Szentenre
- 2009 Csipes Antal, Barabás Villa, Budapest
- 2010 Kodolányi László, Szombathelyi Képtár, Szombathely